# Sansevieria pearsonii
Espèce
Classification APG III (2009)
Sansevieria pearsonii, également appelée Dracaena pearsonii, est une espèce de plantes de la famille des Liliaceae et du genre Sansevieria.

## Description
Plante succulente, Sansevieria pearsonii est une espèce de sansevières à feuilles pratiquement cylindriques, longues (de 60 à 150 cm avec un diamètre 1 à 5 cm), cannelées, de couleur brun-rouge à la base du pied et s'éclaircissant sur le vert en allant vers l'apex avec des striures vertes plus claires. 
Elle a été identifiée comme espèce à part entière en 1911 par le botaniste britannique Nicholas Edward Brown.

## Distribution et habitat
L'espèce est originaire de l'ensemble de l'Afrique australe (d'est en ouest) jusqu'au sud de la Tanzanie,.

## Synonymes et cultivars
L'espèce présente des synonymes :
- Sansevieria deserti (N.E. Brown, 1915)
- Sansevieria rhodesiana (N.E. Brown, 1915)
- Dracaena pearsonii (N.E Brown, 1911 ; Byng & Christenh. 2018)